# Кирилловка (Днепропетровская область)
Кирилловка (укр. Кирилівка) — село, Юрьевский сельский совет, Царичанский район, Днепропетровская область, Украина.
Население по данным 1989 года составляло 10 человек.
Село ликвидировано в 1993 году .
Находилось на расстоянии 1 км от села Преображенка и 2-х км от села Юрьевка.